# 觀音內里
觀音內里，是台灣南部自清治時期至日治初期的一個行政區劃，其範圍即今高雄市的大樹區北部。
觀音內里北邊為觀音上里、羅漢外門里，東邊為港西上里、港西中里，南邊為小竹上里，西邊為觀音下里、觀音中里。

## 管轄街庄
觀音內里共轄3個庄：
- 今大樹區境內：溪埔庄、姑婆藔庄、檨仔腳庄